# Хейное
Хейное — река в России, протекает по территории Лоухского района Карелии. Устье реки находится в 11 км по левому берегу реки Куройоки. Длина реки — 14 км

## Данные водного реестра
По данным государственного водного реестра России относится к Баренцево-Беломорскому бассейновому округу, водохозяйственный участок реки — Ковда от истока до Кумского гидроузла, включая озёра Пяозеро, Топозеро. Речной бассейн реки — бассейны рек Кольского полуострова и Карелии, впадает в Белое море.